# Dějiny Texasu
Evropští objevitelé poprvé přišli na území dnešního státu Texas v roce 1519. V tom čase tam pobývaly různé indiánské kmeny. V letech 1519 až 1848 si šest států činilo nárok na území Texasu: Španělsko, Francie, Mexiko, Texaská republika, Spojené státy a v letech 1861–1865 Konfederované státy americké.

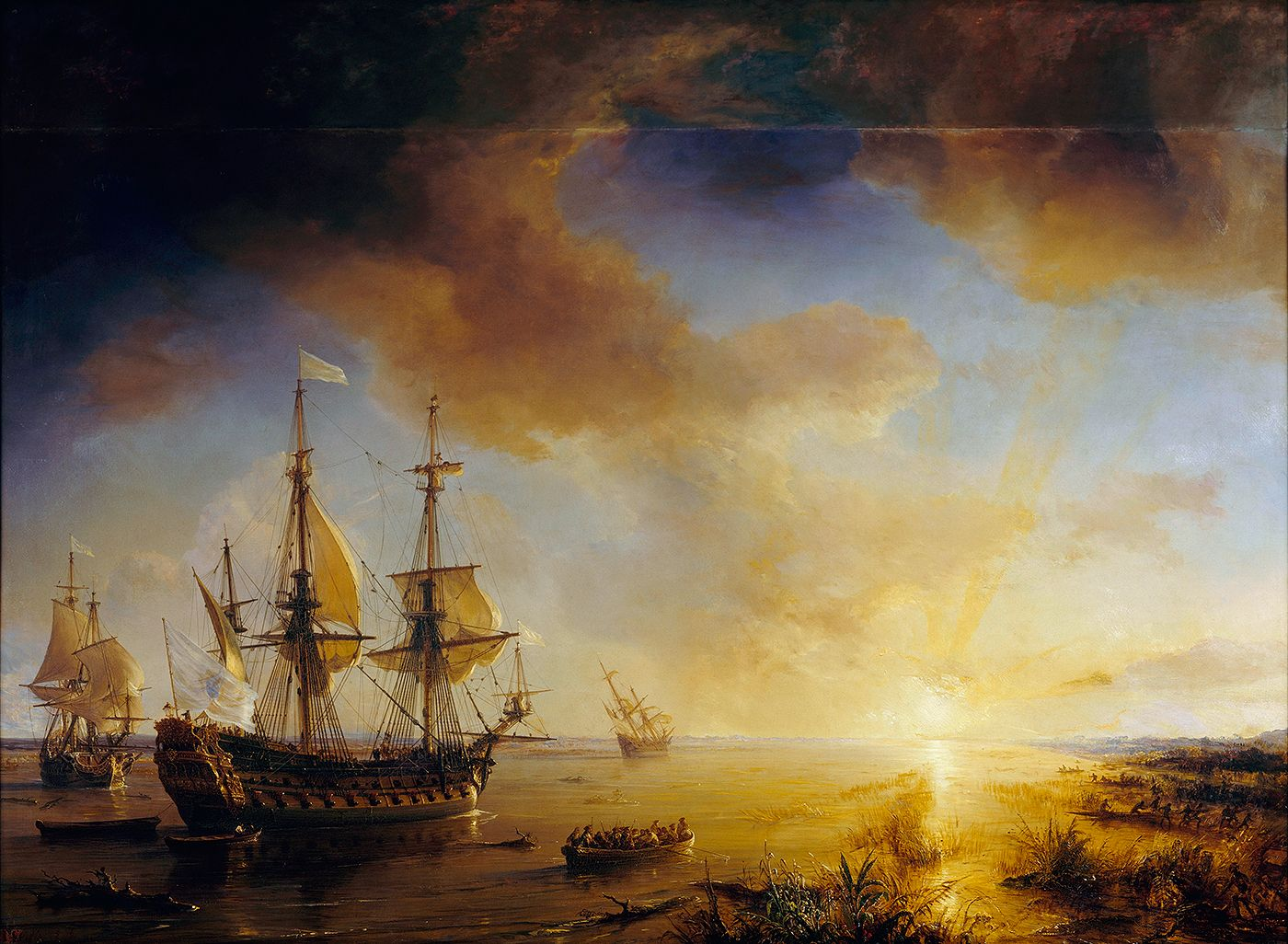
Expedice Barona La Salle u zálivu Matagorda Bay, obraz Theodore Gudina z roku 1844

## Francouzský, španělský a mexický Texas
Původními obyvateli dnešního Texasu byli severoameričtí indiáni. Texas obývala celá řada kmenů, z nichž některé byly v 19. stol. úplně nebo téměř vyhubeni. Na západě a severozápadě Texau sídlili Komančové, kočovní lovci bizonů, od 16. stol. rovněž chovatelé koní a nejlepší jezdci mezi původními obyvateli Severní Ameriky. Jižně od nich žili Lipan Apačové a dále na východ Tonkawové, kteří praktikovali rituální kanibalismus. Tonkawové byli roku 1862 ostatními indiánskými kmeny téměř vyhubeni. Na jihu Texasu, v bažinatých oblastech poblíž dnešního Houstonu žili rybáři a sběrači měkkýšů Karankawové, hovořící jazykem ze skupiny Hoka (příbuzní kmenům Kalifornie), na východě Texasu žili Atakapové, sběrači, živící se především oddenky a semeny lotosu. Na severovýchodě Texasu žili pěstitelé kukuřice Wičitové a Kaddové. Prvním Evropanem, který navštívil území dnešního Texasu byl španělský cestovatel Álvar Núñez Cabeza de Vaca, jenž se zde pohyboval mezi lety 1531–1535. První evropská osada byla založena v roce 1682, kdy René-Robert Cavelier, Sieur de La Salle založil francouzskou kolonii Fort Saint Louis, při zálivu Matagorda Bay. Po třech letech kolonie zanikla, protože osadníci byli zabiti místními indiánskými kmeny. Existence této kolonie ale podnítila španělské úřady k větší aktivitě. Ve východním Texasu bylo následně zřízeno několik misijních stanic, které ale byly opuštěny v roce 1691. O dvacet let později se španělské úřady opět pokusily kolonizovat Texas. V následujícím období byly v Texasu založeny vesnice, pevnosti a misijní stanice. Prvním známým americkým osadníkem byl Robert Harvey, jeho rodina se usadila v roce 1779 poblíž Huntsville. Do Texasu přišlo menší množství osadníků, kteří vedle misionářů a vojáků představovali stálé obyvatelstvo regionu. Když Mexiko v roce 1821 získalo na Španělsku nezávislost, mexické úřady povolily organizovanou imigraci ze Spojených států.

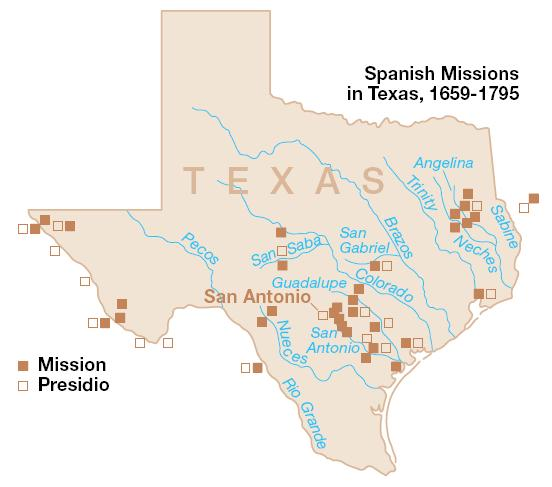
Španělské mise a pevnosti v Texasu, hnědé čtverce představují mise a bílé pevnosti

## Připojení k USA
V roce 1834 žilo v Texasu 30 000 Američanů, cca 40 000 Indiánů a jenom 7800 Mexičanů.
Když Santa Anna v roce 1824 zrušil ústavu, okolnosti jako nedostatečný přístup k soudní správě, militarizace místních vlád a sebeobrana osadníků postupně měnily náladu veřejnosti směrem k revoluci. Invaze generála Santa Anny do Texasu v roce 1836 vyprovokovala konflikt v roce 1836. Texaské síly bojovaly v Texaské revoluci v letech 1835–1836 a následně se Texas stal nezávislým státem, Texaskou republikou. Desetitisíce přistěhovalců ze Spojených států a Evropy pak osídlily území republiky, přitahováni bohatými možnostmi pěstování bavlny a rančerstvím. V roce 1845 se Texas stal 28. státem USA. Texas z unie ale vystoupil v roce 1861 a vstoupil do Konfederovaných států amerických. Na území státu se vedlo několik bitev Americké občanské války. Po válce nastalo období rekonstrukce.

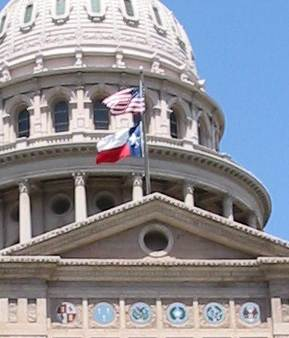
Vlajka USA a vlajka Texasu na budově Kapitolu v Austinu

## Hospodářský boom a rozkvět
Pěstování bavlny a rančerství byli hlavními odvětvími ekonomiky státu až do vystavění železniční sítě v roce 1870, která výrazně přispěla k zakládání nových měst. Na konci 19. století se stal Texas důležitým centrem dřevozpracujícího průmyslu. V roce 1901 byla nalezena ropa u Spindletop Hillu v blízkosti Beaumontu. Následně přišel ropný boom, který neustále měnil a obohacoval ekonomiku Texasu. Ukončením druhé světové války nastal další hospodářský boom. Později zemědělství a chov dobytka položily základ ekonomice, orientované na služby. Hospodářský růst rychle pokračoval a v roce 1994 se Texas stal druhým nejlidnatějším státem Unie s vysoce diverzifikovaným hospodářstvím. Dnes informační technologie představují jednu ze základen ekonomiky Texasu, jejíž podíl se neustále zvyšuje.
Politicky je stát jasně republikánský, ačkoliv v minulosti zde měli silnější vliv demokraté.
V posledních několika letech se objevují tendence o oddělení Texasu od zbytku Spojených států. Petice pro odstoupení rychle přesáhla 25 000 hlasů a tím byla splněna podmínka, aby se jí zabýval Bílý dům.